# مقاطعة كلالة
مقاطعة كلالة (بالفارسية: شهرستان کلاله) هي إحدى مقاطعات محافظة غلستان في إيران. عاصمة المقاطعة هي كلالة. حسب تعداد 2006، بلغ عدد السكان (متضمنًا الأجزاء المنفصلة المكونة لمقاطعة مراوة تبة) 149,857 نسمة في 31,475 عائلة، واستثناء الأجزاء المنفصلة 103,983 نسمة في 22,536 عائلة.